# 大嶽拓馬
大嶽 拓馬（おおたけ たくま、2002年8月8日 - ）は、茨城県石岡市出身のサッカー選手。ポジションはDF。

## 来歴
柏レイソルのアカデミー育ちでU-15から在籍する。U-18チームに在籍していた2020年9月、2種登録選手として柏レイソルのトップチームに登録された。同年12月、2021年からのトップチーム昇格が内定した。
2021年4月21日、YBCルヴァンカップGS第3節・湘南ベルマーレ戦で先発出場しプロデビューを果たした。
2023年、愛媛FCへ期限付き移籍。同年8月23日にヴェルスパ大分に育成型期限付き移籍を発表した。
同年12月12日に開催されたJリーグ合同トライアウトに出場。
同年12月14日、柏レイソルは契約期間の満了を発表した。
2024年、東京都社会人サッカーリーグ1部EDO ALL UNITEDに完全移籍。
同年12月11日、EDO ALL UNITEDは退団を発表した。
2025年1月21日、スペイン・ラ・リオハ州バレアを本拠とするテルセーラ・フェデラシオン（スペイン5部）のCDバレアと契約。
2025年7月7日、ビラノバ・イ・ラ・ジャルトルを本拠とするテルセーラ・フェデラシオンのCFビラノバと契約。

## 所属クラブ
- FC石岡（石岡市立南小学校）
- 柏レイソルU-15（石岡市立石岡中学校）
- 柏レイソルU-18（日本体育大学柏高等学校）
  - 2020年9月 - 同年12月  柏レイソル（2種登録選手）
- 2021年 - 2023年  柏レイソル
  - 2023年 - 同年8月  愛媛FC（期限付き移籍）
  - 2023年8月 - 同年12月  ヴェルスパ大分 (育成型期限付き移籍)
- 2024年  EDO ALL UNITED
- 2025年1月 - 2025年6月  CDバレア（英語版）
- 2025年7月 -  CFビラノバ（英語版）

## 個人成績
| 国内大会個人成績 | 国内大会個人成績 | 国内大会個人成績 | 国内大会個人成績 | 国内大会個人成績                             | 国内大会個人成績 | 国内大会個人成績 | 国内大会個人成績 | 国内大会個人成績 | 国内大会個人成績 | 国内大会個人成績 | 国内大会個人成績 |
| 年度             | クラブ           | 背番号           | リーグ           | リーグ戦                                     | リーグ戦         | リーグ杯         | リーグ杯         | オープン杯       | オープン杯       | 期間通算         | 期間通算         |
| 年度             | クラブ           | 背番号           | リーグ           | 出場                                         | 得点             | 出場             | 得点             | 出場             | 得点             | 出場             | 得点             |
| 日本             | 日本             | 日本             | 日本             | リーグ戦                                     | リーグ戦         | リーグ杯         | リーグ杯         | 天皇杯           | 天皇杯           | 期間通算         | 期間通算         |
| ---------------- | ---------------- | ---------------- | ---------------- | -------------------------------------------- | ---------------- | ---------------- | ---------------- | ---------------- | ---------------- | ---------------- | ---------------- |
| 2021             | 柏               | 38               | J1               | 0                                            | 0                | 3                | 0                | 0                | 0                | 3                | 0                |
| 2022             | 柏               | 33               | J1               | 0                                            | 0                | 1                | 0                | 0                | 0                | 1                | 0                |
| 2023             | 愛媛             | 19               | J3               | 0                                            | 0                | -                | -                | -                | -                | 0                | 0                |
| 2023             | V大分            | 25               | JFL              | 2                                            | 0                | -                | -                | -                | -                | 2                | 0                |
| 2024             | EDO              | 7                | 東京都1部        |                                              |                  | -                | -                | -                | -                |                  |                  |
| 通算             | 日本             | 日本             | J1               | 0                                            | 0                | 4                | 0                | 0                | 0                | 4                | 0                |
| 通算             | 日本             | 日本             | J3               | 0                                            | 0                | -                | -                | -                | -                | 0                | 0                |
| 通算             | 日本             | 日本             | JFL              | 2                                            | 0                | -                | -                | -                | -                | 2                | 0                |
| 通算             | 日本             | 日本             | 東京都1部        | \|\|\|\|colspan=2\|-\|\|colspan=2\|-\|\|\|\| |                  |                  |                  |                  |                  |                  |                  |
| 総通算           | 総通算           | 総通算           | 総通算           | 2                                            | 0                | 4                | 0                | 0                | 0                | 6                | 0                |

## 代表歴
- 2021年 U-20日本代表
- 2022年 U-21日本代表